# Parafia św. Michała Archanioła w Warszawie (Białołęka)
Parafia św. Michała Archanioła w Warszawie – parafia rzymskokatolicka należąca do dekanatu bródnowskiego, diecezji warszawsko-praskiej, metropolii warszawskiej Kościoła katolickiego, w Warszawie. Obsługiwana przez księży diecezjalnych.
Parafia została erygowana w 1975. Drewniany kościół parafialny św. Michała Archanioła został zbudowany w 1717 roku.